# Конский каштан мясо-красный
Конский каштан мясо-красный (лат. Aesculus × carnea) — гибрид конского каштана обыкновенного (Aesculus hippocastanum) и конского каштана красного (Aesculus pavia). Получен в 1818 году.

## Ботаническое описание
Деревья 15—25 м в высоту, похожие на конский каштан обыкновенный. Почки слегка клейкие. Молодые ветви всегда голые. Листья состоят из 5 клиновидных листочков.
Цветки волосистые или железистые, от мясо-красного до тёмно-красного цвета, собраны в кистевидные соцветия 12—20 см длиной.
Плоды мельче и менее колючие, чем у конского каштана обыкновенного.
Цветёт в апреле—июне.

## Классификация

### Таксономия
Гибрид Конский каштан мясо-красный входит в род Конский каштан (Aesculus) семейства Сапиндовые (Sapindaceae).
|  |                                      |  |                                                       |                                                       |                      |  | ещё 8 семейств (согласно Системе APG II) | ещё 8 семейств (согласно Системе APG II) |                                                       |  |  |  | ещё 14 видов и гибридов |
|  |                                      |  |                                                       |                                                       |                      |  | ещё 8 семейств (согласно Системе APG II) | ещё 8 семейств (согласно Системе APG II) |                                                       |  |  |  | ещё 14 видов и гибридов |
|  |                                      |  |                                                       | порядок Сапиндоцветные                                |                      |  |                                          |                                          | род Конский каштан                                    |  |  |  |                         |
|  |                                      |  |                                                       | порядок Сапиндоцветные                                |                      |  |                                          |                                          | род Конский каштан                                    |  |  |  |                         |
|  | отдел Цветковые, или Покрытосеменные |  |                                                       |                                                       | семейство Сапиндовые |  |                                          |                                          | гибрид Конский каштан мясо-красный (Aesculus ×carnea) |  |  |  |                         |
|  | отдел Цветковые, или Покрытосеменные |  |                                                       |                                                       | семейство Сапиндовые |  |                                          |                                          |                                                       |  |  |  |                         |
|  |                                      |  | ещё 44 порядка цветковых растений (по Системе APG II) | ещё 44 порядка цветковых растений (по Системе APG II) |                      |  |                                          | ещё 140—150 родов                        | ещё 140—150 родов                                     |  |  |  |                         |
|  |                                      |  |                                                       | ещё 44 порядка цветковых растений (по Системе APG II) |                      |  |                                          |                                          | ещё 140—150 родов                                     |  |  |  |                         |